# Starbeck
Starbeck – wieś w Anglii, w hrabstwie North Yorkshire, w dystrykcie (unitary authority) North Yorkshire. Leży 28 km na zachód od miasta York i 290 km na północ od Londynu.